# Pedagog
Pedagog ili pedagoginja  (grč. παιδαγωγός, doslovno: onaj koji vodi dijete; odgojitelj) naziv je za stručnjake koji se bave odgojem. U staroj Grčkoj tako su nazivali robove koji su vodili djecu robovlasnika u školu, ili su ih odgajali kod kuće. U tom smislu pedagozi su svi oni koji, bez obzira na prethodno školovanje, nekoga odgajaju i obrazuju. Osim u školama, mogu raditi i u vrtićima, domovima za nezbrinutu djecu i učeničkim domovima.

## O zanimanju
U suvremenoj se znanosti o odgoju razlikuju pedagog u širem i pedagog u užem smislu. Prvi se odnosi na sve odgojitelje, učitelje, nastavnike i profesore koji se, uglavnom samo praktično, bave organiziranim institucionalnim odgojem, obrazovanjem i nastavom. Oni su najčešće članovi školskoga menadžmenta (školski pedagozi) ili rade u stručnim službama u predškolama, školama, domovima i drugim odgojno-obrazovnim ustanovama i službama. U užem smislu, pedagozi su osobe koje su redovito diplomirale, magistrirale ili doktorirale iz pedagogijske znanosti i njome se praktično i (ili) teorijski bave. Ovamo pripadaju magistri i doktori pedagogije, koji znanstveno istražuju i usavršavaju znanost o odgoju kao samostalnu disciplinu, bave se teorijskim i empirijskim proučavanjem pedagoških pojava i problema u praksi radi unaprjeđivanja odgoja, obrazovanja i cjelokupne pedagogije kao znanosti o odgoju.

## Vanjske poveznice
|  | Zajednički poslužitelj ima još gradiva o temi Pedagogija |
|  | Wječnik ima rječničku natuknicu pedagog                  |